# Can Vilar (Santa Coloma de Farners)
Can Vilar és una casa de Santa Coloma de Farners (Selva) inclosa a l'Inventari del Patrimoni Arquitectònic de Catalunya.

## Descripció
Es tracta d'un edifici de dues plantes, amb vessants a laterals i cornisa catalana. Al costat esquerre hi ha adossat un gran cobert d'uralita que s'utilitza com a garatge de la maquinària de les tasques agrícoles. El parament és arrebossat tot i que en algunes parts ha caigut, i té carreus regulars als angles. La porta principal és amb llinda de pedra amb impostes i les dues finestres del primer pis són d'arc conopial. AL costat esquerre de la porta es conserva una petita placa amb el número 45. Al mur de la dreta, sota el cobert, hi ha una altra finestra d'arc conopial amb uns relleus circulars decoratius.
La casa fa temps que està tancada i la vegetació del seu voltant ha crescut cosa que dificulta el pas fins a l'entrada.

## Història
La primera notícia documental és de l'any 1289 quan guillem de Farners pren possessió dels drets a Sant Miquel de Cladells entre els quals hi havia em Mas Vilar.